# 1. Līga 2007
La 1. Līga 2007, nota per motivi di sponsorizzazione come Traffic 1.līga 2007, è stata la 16ª edizione della seconda divisione del calcio lettone dalla ritrovata indipendenza. Il Vindava ha vinto il campionato, ottenendo la promozione in massima serie.

## Stagione

### Novità
Il campionato rimase a 16 squadre e, a differenza dell'anno precedente, non erano più ammesse le formazioni riserve. L'Olimps promosse si iscrisse regolarmente alla Virslīga 2007 e altrettanto fece la neo retrocessa Dižvanagi Rēzekne, che cambiò nome in Blāzma. Lo Zibens/Zemessardze tornò ad Ilūkste e fu indipendente dal Dinaburg, mentre l'Eirobaltija fece il percorso inverso, tornando a far parte del FK Rīga. L'Alberts, squadra che era stata retrocessa, si fuse con l'Auda. Vista la mancata iscrizione di diverse squadre (per lo più le formazioni riserve), l'Abuls Smiltene fu ripescato. Dalla 2. Līga fu promosso l'Ilūkste che si iscrisse regolarmente.
Ci fu spazio per numerosi ripescaggi e club di nuova istituzione.

### Formula
Le sedici squadre partecipanti si affrontavano in turni di andata e ritorno per un totale di 30 incontri per squadra. In vista di un allargamento della massima serie, venivano promosse le prime due squadre in Virslīga 2008, mentre le ultime classificate erano retrocesse in 2. Līga.
Erano assegnati tre punti per la vittoria, uno per il pareggio e zero per la sconfitta. In caso di arrivo in parità si teneva conto della classifica avulsa.

## Squadre partecipanti
| Club               | Città     | Stagione precedente                                          |
| ------------------ | --------- | ------------------------------------------------------------ |
| Abus Smiltene      | Smiltene  | 16° in 1. Līga, retrocesso e in seguito ripescato            |
| Auda Ķekava        | Rīga      | 14° in 1. Līga                                               |
| Blāzma             | Rēzekne   | 8° in Virslīga, retrocesso                                   |
| Daugava-90         | Rīga      | 7º nel girone Riga di 2. Līga, ripescato                     |
| Ilūkste            | Ilūkste   | 1º nel girone Latgale di 2. Līga, vince le finali, promosso  |
| Jaunība-Parex Rīga | Rīga      | Club di nuova istituzione                                    |
| Jelgava            | Jelgava   | 9° in 1. Līga                                                |
| Kauguri-PBLC       | Jūrmala   | 1º nel girone Zemgale di 2. Līga, perde le finali, ripescato |
| Metta/LU           | Rīga      | Club di nuova istituzione                                    |
| Multibanka Rīga    | Rīga      | 13° in 1. Līga                                               |
| RFS Flaminko Rīga  | Rīga      | 11° in 1. Līga                                               |
| Tranzit            | Ventspils | 12° in 1. Līga                                               |
| Tukums 2000        | Tukums    | Club di nuova istituzione                                    |
| Valmiera           | Valmiera  | 7° in 1. Līga, perde i play-off promozione                   |
| Vindava            | Ventspils | Club di nuova istituzione                                    |
| Zibens/Zemessardze | Ilūkste   | 6° in 1. Līga                                                |

## Classifica finale
|  | Pos. | Squadra            | Pt | G  | V  | N | P  | GF  | GS  | DR   |
|  | ---- | ------------------ | -- | -- | -- | - | -- | --- | --- | ---- |
|  | 1.   | Vindava            | 80 | 30 | 26 | 2 | 2  | 116 | 11  | +105 |
|  | 2.   | Blāzma             | 79 | 30 | 25 | 4 | 1  | 111 | 11  | +90  |
|  | 3.   | Auda Ķekava        | 65 | 30 | 20 | 5 | 5  | 104 | 31  | +73  |
|  | 4.   | Metta/LU           | 61 | 30 | 18 | 7 | 5  | 67  | 23  | +44  |
|  | 5.   | Jelgava            | 54 | 30 | 16 | 6 | 8  | 70  | 43  | +27  |
|  | 6.   | Jaunība-Parex Rīga | 51 | 30 | 16 | 3 | 11 | 71  | 51  | +20  |
|  | 7.   | Kauguri-PBLC       | 46 | 30 | 14 | 4 | 12 | 67  | 55  | +12  |
|  | 8.   | RFS/Flaminko Rīga  | 44 | 30 | 14 | 2 | 14 | 60  | 62  | -2   |
|  | 9.   | Zibens/Zemessardze | 42 | 30 | 13 | 3 | 14 | 79  | 68  | +11  |
|  | 10.  | Valmiera           | 40 | 30 | 12 | 4 | 14 | 63  | 59  | +4   |
|  | 11.  | Daugava-90 Rīga    | 39 | 30 | 11 | 6 | 13 | 51  | 72  | -21  |
|  | 12.  | Tukums 2000        | 36 | 30 | 11 | 3 | 16 | 61  | 75  | -14  |
|  | 13.  | Multibanka Rīga    | 19 | 30 | 6  | 1 | 23 | 40  | 99  | -59  |
|  | 14.  | Tranzit            | 17 | 30 | 4  | 4 | 22 | 29  | 103 | -74  |
|  | 15.  | Abuls Smiltene     | 11 | 30 | 3  | 2 | 25 | 22  | 163 | -141 |
|  | 16.  | Ilūkste            | 8  | 30 | 2  | 2 | 26 | 8   | 93  | -85  |

## Verdetti finali
- Vindava e Blāzma Rēzekne promossi in Virslīga 2008.
- Abuls Smiltene e Ilūkste retrocessi in 2. Līga.